# 冯拯
冯拯（958年—1023年），字道济，孟州河阳（今河南孟县）人。
父冯俊，事從後漢隱帝的堂弟劉贇，入宋後為宰相趙普的館客。因此趙普很早就見過馮拯，並鼓勵他讀書。宋太宗太平兴国二年馮拯中进士。补大理评事、通判峡州。因出自赵普門下的原因，长期在地方任职。淳化中期，有官員上封请立皇太子者，冯拯与尹黄裳、王世则等伏阁请立许王趙元僖。宋太宗勃然大怒，将他们贬到岭南。冯拯知端州时，曾经多次上书对朝政提出建议，宋太宗打算将他召回京城任职，遭到寇准的反對。造成日後二人勢同水火。景德二年（1005年）拜参知政事。以疾歸。大中祥符四年（1011年）知河南府。七年，擔任御史中丞，後來因疾病出京知陈州。宋眞宗嘗問宰相王旦說：“拯固求閒郡，何邪？”王旦對曰：“馬知節嘗譏拯好富貴，所欲節度使爾。”
天禧年间党争激烈。丁谓、曹利用等人在皇后刘娥的帮助下，将寇准、李迪等貶官出朝。冯拯等人又以雷允恭“擅移皇堂”一事，又将丁谓罢职流放崖州，其党羽悉数罢黜。天禧四年（1020年）拜吏部尚书、同平章事，擔任枢密使，史稱其“议论多迎合主意”，評價不高。丁謂說：“馮拯在中書密院十年，卻並無是非，實亦公心於國家。”《宋史》卷二八五与陳執中、劉沆、賈昌朝、梁適合传。谥文懿。曾孫女嫁宋英宗二子吳榮王趙颢。